# مایکل کولینز (فیلم)
مایکل کولینز (انگلیسی: Michael Collins) فیلمی در ژانر زندگی‌نامه‌ای به کارگردانی نیل جردن است که در سال ۱۹۹۶ منتشر شد.

## بازیگران
- لیام نیسون
- آیدان کوئین
- استیون ری
- آلن ریکمن
- جولیا رابرتز
- یان هارت
- برندن گلیسون
- چارلز دنس
- جاناتان ریس میرز